# Nicanor Zabaleta
Pour les articles homonymes, voir Zabaleta.
Nicanor Zabaleta, né à Saint-Sébastien le 7 janvier 1907 et mort le 31 mars 1993  à San Juan (Porto Rico), est un harpiste espagnol.

## Biographie
Zabaleta reçoit en 1914 une harpe comme cadeau par son père. Il emménage très jeune à Madrid, où il suit les cours du Conservatoire. En 1925, il part pour Paris suivre les cours de Marcel Tournier et Jacqueline Borot. L'année suivante, il donne son premier concert dans la capitale française. En 1934, il se produit pour la première fois aux États-Unis. En 1950, il rencontre à Porto Rico sa future femme, qu'il épouse en 1952.
De 1959 à 1962, il donne des cours de harpe à l'Académie musicale Chigiana de Sienne.
Il se spécialise dans la musique du XVIIIe siècle, mais plusieurs compositeurs contemporains créeront des œuvres à son attention, tels qu'Alberto Ginastera, Darius Milhaud, Heitor Villa-Lobos, Walter Piston, Ernst Křenek ou son compatriote Joaquín Rodrigo, auteur du Concierto de Aranjuez, qui lui dédie son concerto serenata.
En 1981, il reçoit la Médaille d'or du mérite des beaux-arts par le Ministère de l'Éducation, de la Culture et des Sports. En 1983, il reçoit le Prix national de Musique des mains du gouvernement espagnol.
Il donne son dernier concert à Madrid le 16 juin 1992 malgré un état de santé chancelant. Il convainct Xavier de Maistre de se consacrer professionnellement à la harpe puis meurt le 31 mars 1993 à San Juan sur l'île de Porto Rico.